# Aster (ракета)

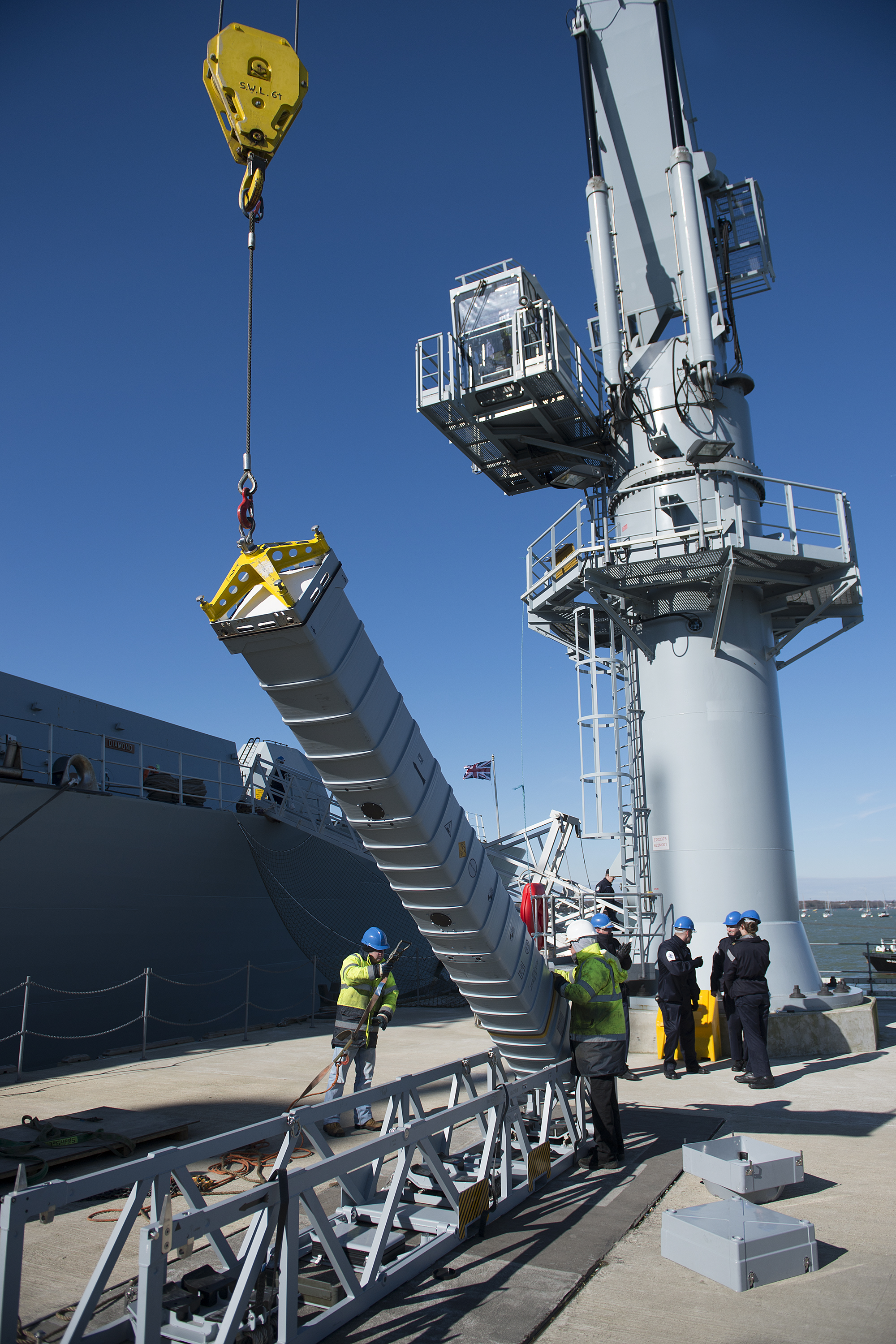
Завантаження на HMS Diamond

Aster 15 і Aster 30 — це франко-італійське сімейство всепогодних ракет класу  "поверхня - повітря" вертикального запуску. Назва «Aster» означає «Aérospatiale Terminale» (французька компанія Aérospatiale була головним підрядником проекту до того, як її ракетну діяльність було об’єднано з MBDA). Також слово Астер - ім'я давньогрецького лучника, який влучив у праве око Філіппа II Македонського, також означає «зірка» давньогрецькою мовою (грец. ἀστήρ). Ракети, а також відповідні системи озброєння виробляє Eurosam, консорціум, що складається з MBDA Франції, MBDA Італії (обидва з спільною часткою 66%) і Thales (із часткою 33%).
Ракети Aster були розроблені для перехоплення та знищення повного спектру повітряних загроз від високоефективних бойових літаків, БПЛА та гелікоптерів до крилатих, протирадіолокаційних і навіть надзвукових протикорабельних ракет. Крім того, Aster 30 Block 1 і Block 1 NT були розроблені для протидії балістичним ракетам.
Aster, в основному, експлуатується Францією, Італією, а також Сполученим Королівством (як експортним клієнтом) і є інтегрованим компонентом системи протиповітряної оборони (ППО)  PAAMS (відомої в Королівському флоті як Sea Viper). Як основна зброя PAAMS, ракетами Aster оснащені фрегати типу Horizon французького та італійського флотів, а також британські ескадрені міноносці типу 45. Такими ракетами також оснащені французькі та італійські багатоцільові фрегати FREMM, які обладнані окремими французькими та італійськими  системами, похідними від PAAMS.

## Історія
Протягом 1980-х років у Франції та Італії на озброєнні переважно перебували зенітні ракети малої дальності, такі як французькі Crotale, італійські Selenia Aspide або американські Sea Sparrow, з дальністю до десятка кілометрів. Деякі кораблі також були оснащені американськими ракетами RIM-66 Standard середньої/великої дальності. Франція та Італія вирішили розпочати розробку спільної ракети "поверхня - повітря" середньої та великої дальності, яка буде прийнята на озброєння в першому десятилітті 21-го століття, що дасть їм порівнянну дальність, але перевищить здатність перехоплення американської Standard або британської Sea Dart, які вже перебувають на озброєнні. Було звернуто увагу, зокрема, на здатність нової ракети перехоплювати надзвукові протикорабельні ракети наступного покоління, такі як ракета BrahMos, розроблена спільно Індією та РФ. Розроблювана система мала б характеристики, які дають змогу   спеціалізуватися на «точковій обороні» на короткій і середній дальностях (наприклад, для кораблів), або на «зонній обороні» флоту на середній і дальній дальностях.
У травні 1989 року між Францією та Італією було підписано Меморандум про взаєморозуміння щодо розробки сімейства майбутніх ракет класу «земля-повітря». Невдовзі після цього було створено Eurosam. До липня 1995 року розробка оформилася у вигляді ракети Aster і відбулися випробувальні стрільби першої Aster 30. Ракета успішно перехопила ціль на висоті 15 км за швидкості 1000 км/год. У 1997 році було укладено контракт на другу фазу робіт на 1 мільярд доларів США на попереднє виробництво та розвиток французько-італійських сухопутних і військово-морських систем.
Під час випробувань у 1993 - 1994 роках усі траєкторії, висоти та дальності польотів були перевірені. У цей самий період було  перевірено запуск серії Aster 30. У травні 1996 року почалися випробування активної радіолокаційної системи самонаведення Aster 15 на заключеній ділянці траєкторії по реальним цілям. Усі шість спроб були успішними. Протягом 1997 року Aster знову пройшла інтенсивні випробування - цього разу проти таких цілей, як дозвукові мішені Aerospatiale C.22 і протикорабельні ракети Exocet першого покоління. У численних випадках Aster влучали прямо в цілі. Наприклад, 13 листопада 1997 року при випробуванні в умовах потужних контрзаходів Aster не була оснащена бойовою частиною, щоб можна було зафіксувати відстань між Aster і ціллю. Ціль (C22) була знайдена з двома сильними порізами, зробленими опереннями ракети Aster.
У травні 2001 року Aster знову успішно пройшла «перевірне вогневе випробування виробника» і вперше була розгорнута на французькому атомному авіаносці «Charles de Gaulle». 29 червня 2001 року Aster знову здійснила успішне перехоплення ракети Arabel на малій висоті менш ніж за п'ять секунд. У тому ж році мішень-імітатор літака, що летить зі швидкістю 1 Мах на висоті 100 м було перехоплено Aster 15. Перший оперативний запуск ракети Aster відбувся в жовтні 2002 року з борту Charles de Gaulle. Зрештою, у листопаді 2003 року Eurosam отримав контракт на 3-й етап виробництва вартістю 3 мільярди євро, який передбачав початок повного виробництва та експорт до Франції, Італії, Саудівської Аравії та Сполученого Королівства. Отримана в результаті ракета «земля-повітря» Aster відповідає внутрішнім і міжнародним вимогам, задовольняючи потреби сухопутних, повітряних і військово-морських сил Франції, Італії та Сполученого Королівства. Концепція побудови ракети на основі базової частини, до якої можна приєднувати прискорювачі різних розмірів, зробило її модульною та розширюваною.
З 2002 по 2005 рік італійський експериментальний фрегат Carabiniere був випробувальною базою для вогневих випробувань Aster 15 з пускових установок Sylver A43 із системами EMPAR і SAAM-it, а також випробувань Aster 30 з пускових установок Sylver A50 з EMPAR і PAAMS (E ) системи. Станом на  2012  Франція витратила 4,1 мільярда євро за цінами 2010 року на 10 пускових установок SAMP/T, 375 ракет Aster 30 і 200 ракет Aster 15. Ще 80 Aster 30 і 40 Aster 15 придбано для французького фрегатів типу Horizon за окремою програмою.
У січні 2023 року міністри оборони Італії та Франції підписали з компанією MBDA контракт на суму $2 млрд на закупівлю 700 ракет Aster для України.

## Характеристики
У даний час існує дві версії ракет сімейства Aster: 
- Aster 15 - версія малої і середньої дальності,
- Aster 30 - версія великої дальності.

Корпуси ракет ідентичні, а різниця в дальності  перехоплення обумовлена тим, що Aster 30 використовує набагато більший прискорювач. Загальна вага Aster 15 і Aster 30 становить 310 кг і 450 кг відповідно. Aster 15 має довжину 4,2 м, а Aster 30 - трохи менше 5 м. Aster 15 має діаметр 180 мм.  Враховуючи більші розміри Aster 30, морська система вимагає довших труб систем вертикального пуску Sylver A50 або A70 (VLS). Крім того, американська система вертикального запуску Mark 41 може вмістити Aster 30.

### Варіанти
- Aster 15 – корабельна протиповітряна  оборона малої та середньої дальності
- Aster 30 Block 0 – корабельна протиповітряна  оборона середньої та великої дальності
- Aster 30 Block 1 – модернізація для перехоплення балістичних ракет малої дальності (до 600 км)  [10]
- Aster 30 Block 1NT (Нова технологія) – подальша модернізація протиракетного перехоплення проти балістичних ракет середньої дальності (до 1500 км) [11]
- Aster 30 Block 2 BMD зараз розробляється для захисту від  балістичних ракет дальністю до 3000 км, які маневрують.

Aster 30 Block 1 використовується в системі Eurosam SAMP/T, що експлуатується ВПС Франції та Італії. Станом на  2014, варіант Block 1NT розробляється MBDA France і фінансується Францією та Італією. У 2016 році Сполучене Королівство виявило зацікавленість у придбанні версії Block 1NT для своїх есмінців типу 45, які зараз експлуатують Block 0. У 2022 році Сполучене Королівство оголосило про серію модернізацій своїх есмінців типу 45 (зокрема -  впровадження версії Block 1 для протикорабельної оборони від балістичних ракет).

## Розгортання

### Військово-морські системи

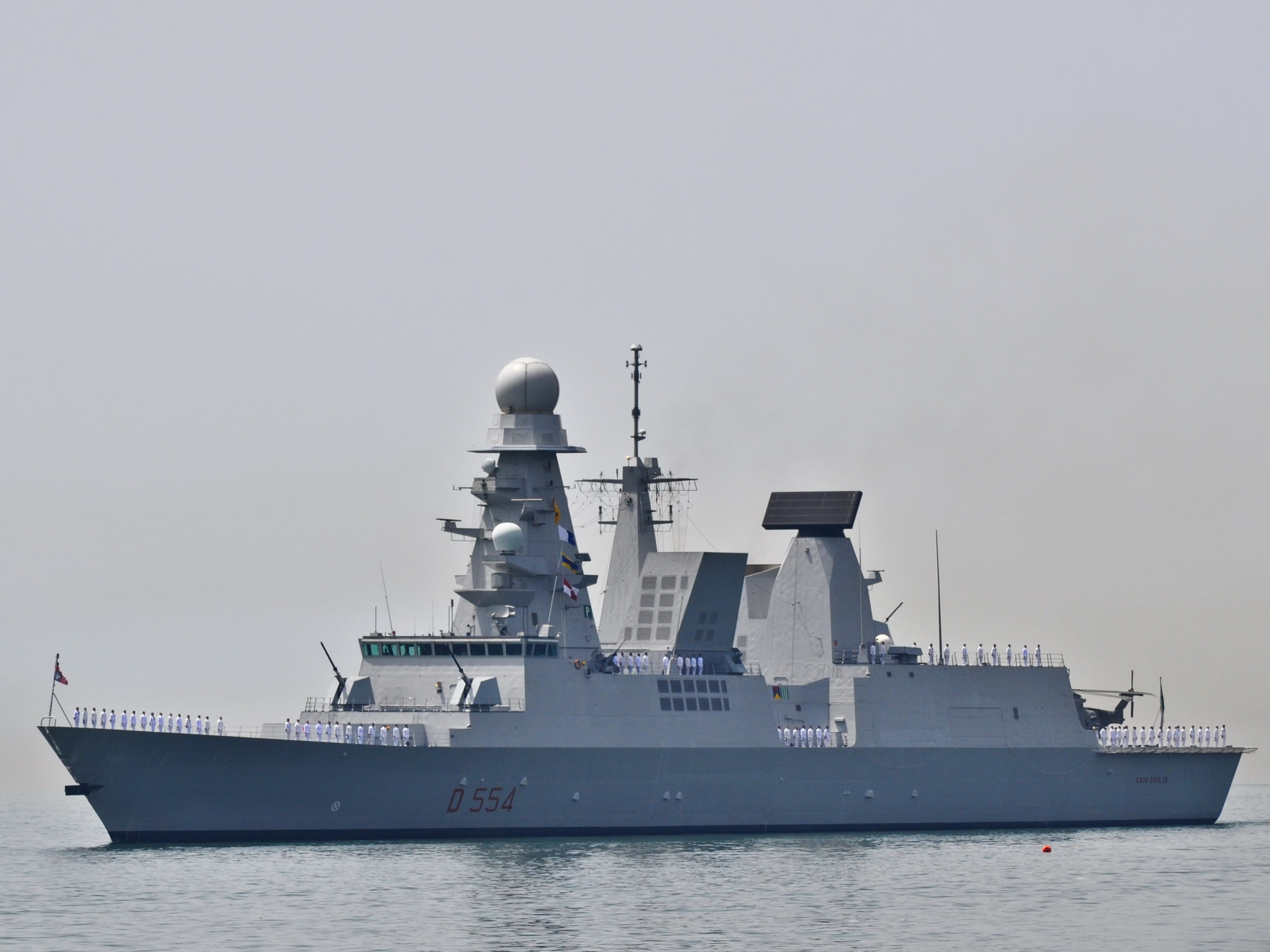
Італійський типу Horizon фрегат, оснащений ракетами Aster 15 і 30

- Французький авіаносець Charles de Gaulle
- Італійський авіаносець Cavour
- Ескадрені міноносці типу «Орідзонте»
- Ескадрені міноносці типу 45
- Багатоцільові фрегати типу FREMM
- Фрегати типу Formidable
- Фрегати типу Al Riyadh
- Десантний корабель Kalaat Béni Abbès
- Фрегати оборони та втручання
- Офшорне патрульне судно типу Thaon di Revel

### Наземні системи

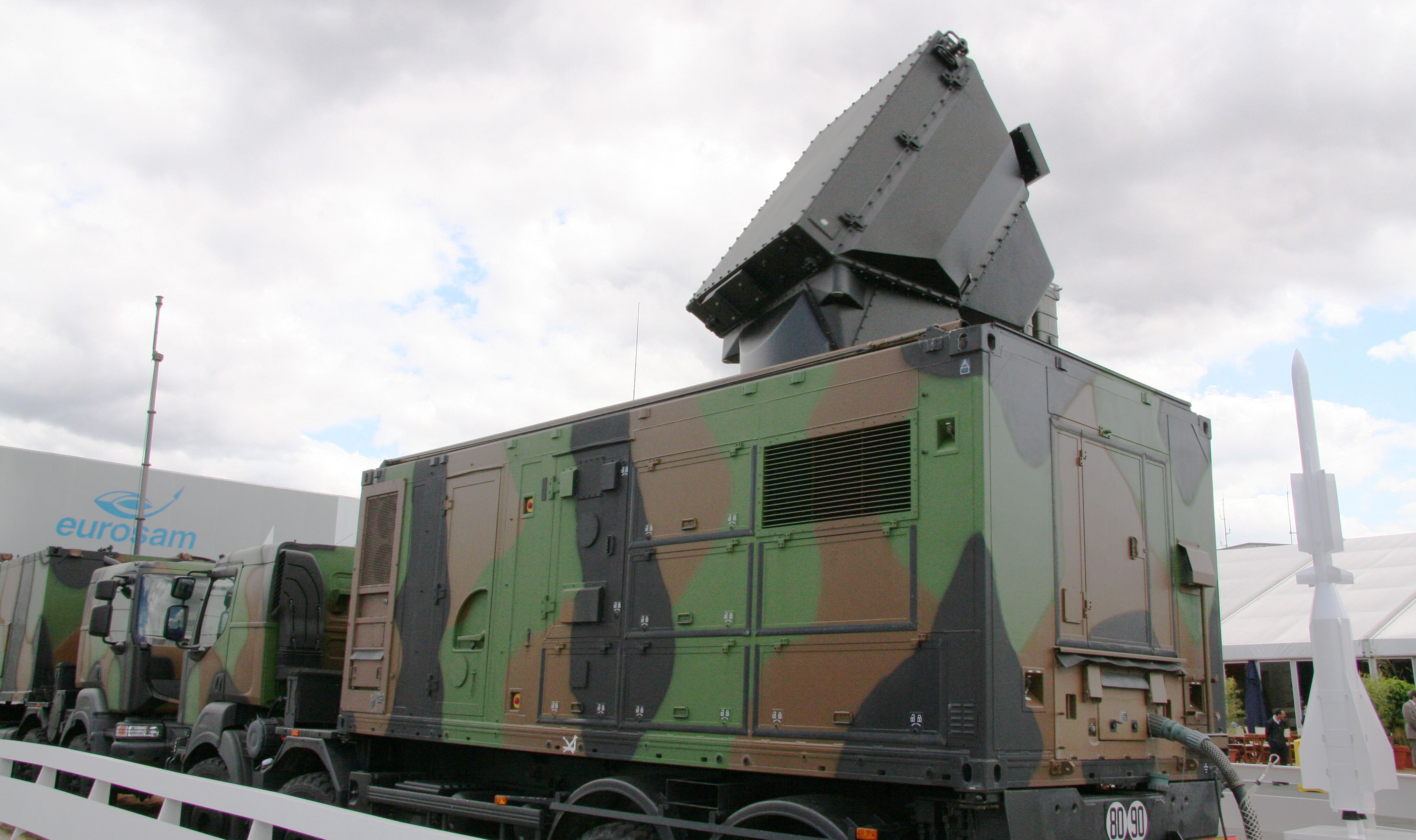
Радарний модуль наземної системи ППО SAMP/T

Aster 30 було включено компанією Eurosam до мобільної наземної системи протиповітряної оборони середньої дальності SAMP/T. Система використовує мережу радарів і датчиків, включаючи 3D-радар з фазованою решіткою, що дає змогу бути ефективною проти різноманітних повітряних загроз, таких як літаки, тактичні балістичні ракети, крилаті ракети або протирадіолокацаційні ракети. SAMP/T використовує оновлену версію радара великої дальності Arabel, розроблену в рамках програми оновлення Aster 30 block 1, щоб розширити можливості системи проти цілей з більшою швидкістю та великою висотою. Aster 30 Block 1 може перехоплювати балістичні ракети малої дальності (до 600 км).

## Випробування

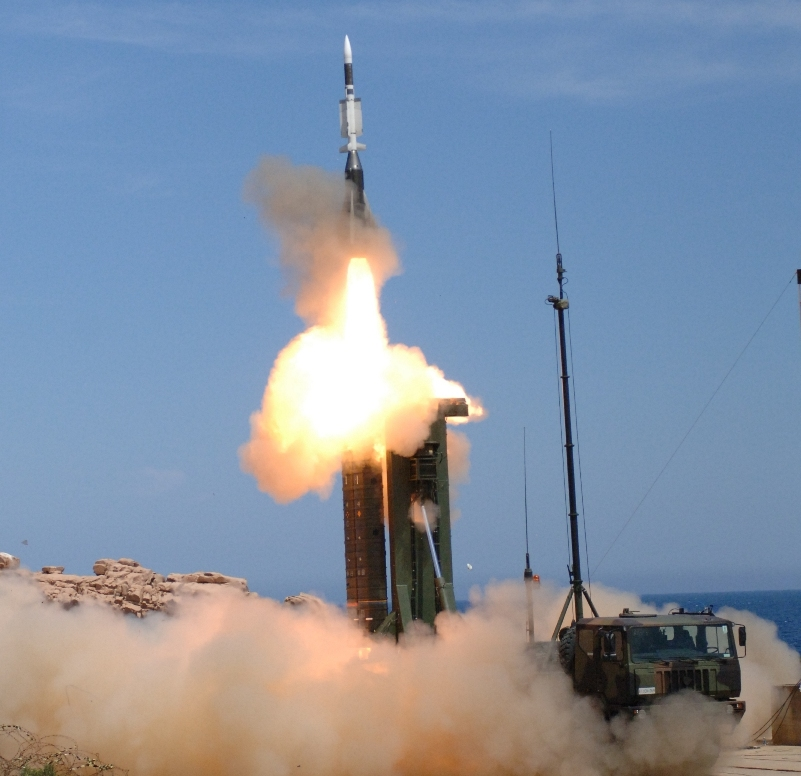
Італійська армія – 4-й зенітно-артилерійський полк «Песк'єра» стріляє ракетою SAMP/T Aster

- У квітні 2008 року RSS Intrepid,  фрегат типу Formidable ВМС Республіки Сінгапур збив безпілотник біля французького порту Тулон під час військово-морських навчань. Потім у 2010 році фрегат того ж класу RSS Supreme випустив Aster 15 і збив безпілотник біля узбережжя Гаваїв у рамках навчань RIMPAC 2010. Флот Республіки Сингапур виконав 6 успішних бойових стрільб ракети Aster протягом 11 років.
- Починаючи з HMS Dauntless у вересні 2010 року, всі есмінці Королівського флоту типу 45 успішно перехопили безпілотники Mirach ракетами Aster на полігоні Бенбекула біля Західних остроів, Шотландія. Mirach — це  реактивний літак довжиною 4 м, що летить зі швидкістю до 600 миль на годину на висоті від 3 м до 12 км.[14] [15] [16]
- У грудні 2011 року ракета Aster 30 збила ціль ізраїльську балістичну ракету-мішень Black Sparrow — це була перше подібне випробування ракети Aster.[17]
- У квітні 2012 року фрегат Forbin типу Horizon ВМС Франції збив американську мішень GQM -163 Coyote, яка імітувала надзвукову протикорабельну крилату ракету, що летіла зі швидкістю 2,5 Мах (3000 км/год) на висоті менше 5 метрів. Це був перший випадок, коли європейська система протиракетної оборони знищила надзвукову морську "ракету". Випробування схарактеризували як "складний оперативний сценарій".[3]
- У 2021 році під час навчань At-Sea Demo: Formidable Shield 2021 фрегат Forbin типу Horizon перехопив надзвукову (>3000) км/год) низько летючу морську ціль ракетою Aster 30.[18] [19]

## Оператори

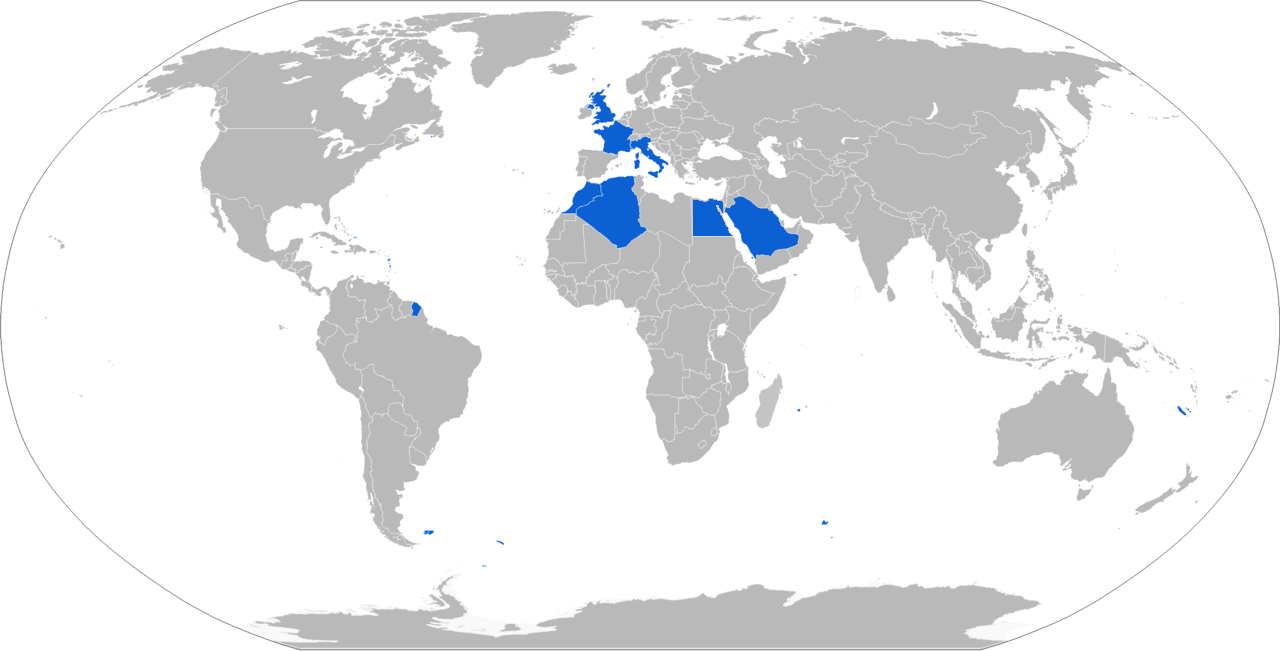
Карта з операторами Aster (синій колір)

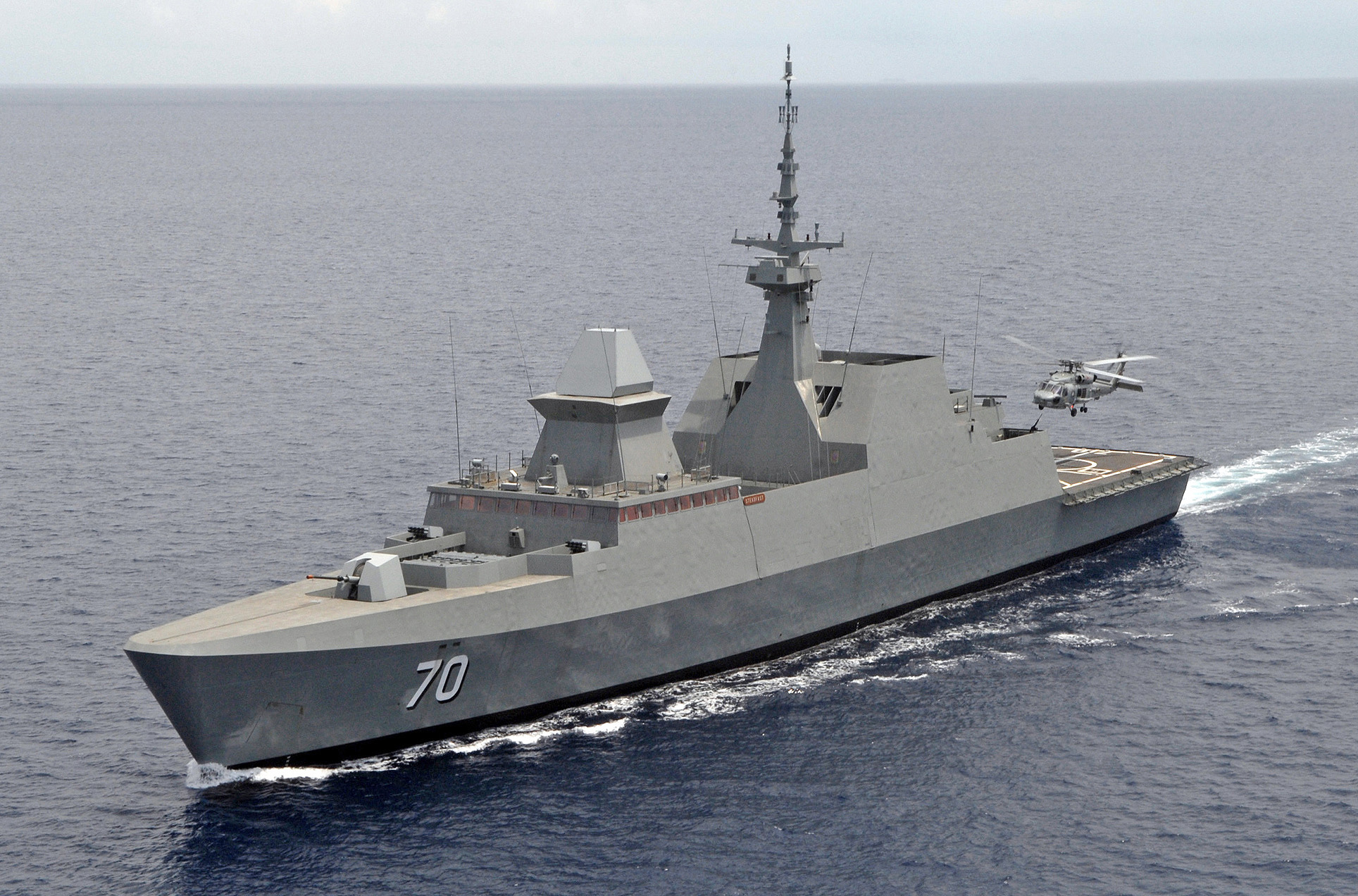
RSS Steadfast, фрегат типу Formidable ВМС Республіки Сінгапур, оснащений Aster 15

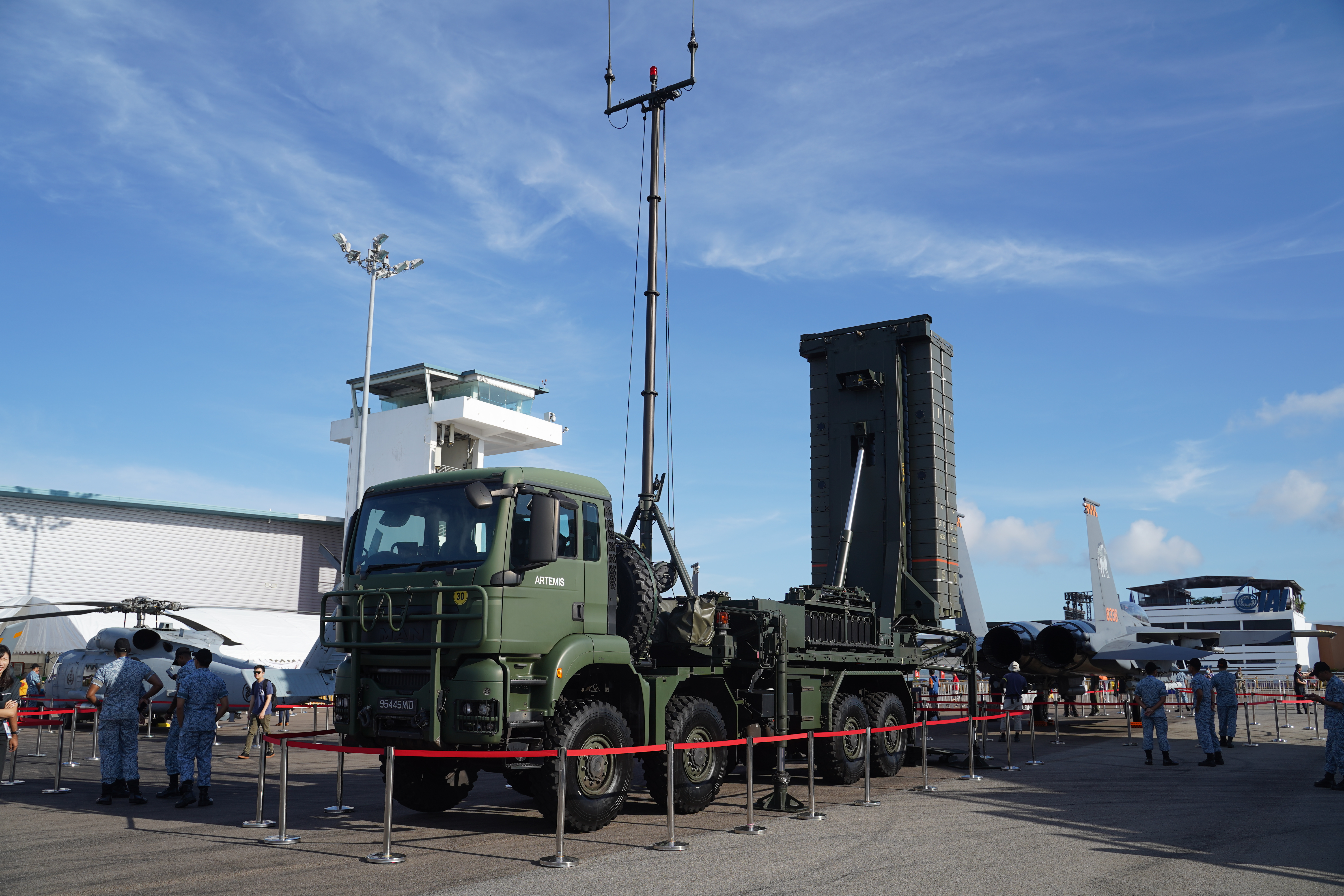
Aster 30 військово-повітряних сил Республіки Сінгапур виробництва MBDA на Сінгапурському авіасалоні 2020

### Поточні оператори
Алжир
- Алжирський національний флот – Algerian amphibious transport dock Kalaat Béni Abbès [20]

 Єгипет
- Єгипетський флот [21]

 Франція
- ВМС Франції
- ВПС Франції

 Греція
- ВМС Греції - Aster 30 для фрегатів типу FDI HN

 Італія
- ВМС Італії
- Італійська армія

 Марокко
- Королівський флот Марокко

 Катар
- ВМС Катару [22]

 Саудівська Аравія
- Королівський флот Саудівської Аравії

 Сінгапур
- ВМС Республіки Сінгапур
- ВПС Республіки Сінгапур

 Велика Британія
- Королівський флот

Можливі
- Туреччина
- Україна

### Україна
Україна може отримати ракети Aster-30 разом з зенітно-ракетним комплексом FSAF SAMP/T, придбання та передачу якого погодили Франція та Італія в січні 2023 року. Так, під час візиту міністра оборони Франції Себастьяна Лекорню до Італії 27 січня 2023 року, де він зустрівся зі своїм італійським колегою Гвідо Крозетто було погоджено спільну закупівлю 700 ракет Aster-30 для України на суму близько 2 млрд євро.